# Joachim Lykke
Joachim (Jacob) Lykke (død 1541) Rigsraad, Søn af Niels L. til Skovsbo og Helvig Bølle, og medlem af Lykke-slægten.
Lykke var 1488 Lensmand paa Silkeborg, senere paa Østrup (Støvring Herred); begge 
Gaarde tilhørte Aarhus Bispedømme, som da styredes af hans Morbroder Eiler Madsen Bølle. 
Han blev gift med Maren Pedersdatter Bille, Søster til Biskop Ove Bille og 
til Eske Bille, og kan vistnok takke sin Indgiften i den mægtige Bille-Æt for, at han fik et Par Forleninger 
(indtil 1516 Lysgaard og Nørlyng Herreder, senere Rugsø Herred), blev optagen i Rigsraadet allerede i 
Kong Hans’ Dage og o. 1514, formodentlig ved Christian II’s Kroning, slaaet til Ridder. 1523 deltog han i 
det jyske Raads Opstand mod Christian II, uagtet hans Søn Niels Lykke paa den Tid var nøje knyttet til 
Kongen. I den følgende Tid mærker man ikke meget til den gamle Rigsraad paa Østrup, der efter sin Fader 
havde arvet Skovsbo eller Del deri, og som ogsaa var i Besiddelse af Buderupholm i Jylland. Efter Frederik 
I’s Død deltog han i det jyske Raads Møde i Karup i Maj 1533, men deltog ikke i den store Herredag s. A., 
heller ikke, som det synes, i Valgmøderne i Ry i Juni og Juli 1534. I Grevefejden led han overordentlig 
store Tab, vel især ved Skipper Clements Plyndring af hans Ejendomme. I den store Reces fra 1536 nævnes 
han ikke blandt Raaderne, men blot blandt Adelen. Han synes saaledes, som Tilhænger af det katolske Parti, 
at være bleven, i det mindste foreløbig, udelukket af Raadet; dog indkaldtes han atter 1537 til Christian 
III’s Kroning som Raad og vedblev at have denne Stilling. Sorger overfaldt i disse Aar i stor Mængde 
den gamle Mand: o. 1528 døde Maren Bille, hans Søn Niels blev myrdet Juleaften 1535, kort efter (1538) 
maatte han afstaa Østrup til en tysk Adelsmand og til Gjengjæld modtage Isgaard i 
Mols Herred, ligeledes tidligere en biskoppelig Gaard. Ensom, som den aldrende Mand følte sig, 
giftede han sig paa sine gamle Dage, uvist med hvem. Han var imidlertid bleven paaholdende over for 
sine mange Børn- hans Breve fra denne Tid indeholde karakteristiske Træk herom og om Tiden i det hele. Han døde i en høj Alder.